# Death in Vegas
«Death in Vegas» — британский музыкальный коллектив, в настоящее время представленный двумя музыкантами: Ричардом Фирлесом и Тимом Холмсом. Изначально, группа, основанная в 1994 году Ричардом Фирлесом и Стивом Хеллером, называлась Dead Elvis. Но в связи с протестами со стороны наследников Элвиса Пресли группа впоследствии была переименована. Музыкальный стиль Death in Vegas отличает жанровая эклектика, сочетающая в себе живое роковое звучание, электронный саунд и минималистичное техно.

## История группы
Своё начало история группы берёт в 1994 году, когда Ричард Фирлес и Стив Хеллер основали собственную группу Dead Elvis. Первый альбом, Dead Elvis, был смесью многих музыкальных жанров, хотя большинство треков преобладали в жанре electronica. Вскоре после выпуска альбома Хеллер оставил группу и был заменен Тимом Холмсом, который уже привлекался для микширования и сведения треков альбома Dead Elvis.

## Дискография

### Студийные альбомы
- 1997 — Dead Elvis
- 1999 — The Contino Sessions
- 2002 — Scorpio Rising
- 2004 — Satan's Circus
- 2011 — Trans-Love Energies
- 2016 — Transmission
- 2025 — Death Mask

### Сборники
- 2004 — Back to Mine: Death in Vegas
- 2005 — Milk It — The Best Of Death In Vegas
- 2005 — FabricLive.23
- 2007 — The Best of Death in Vegas